# 187 Lamberta
187 Lamberta este un asteroid din centura principală, descoperit pe 11 aprilie 1878, de Jérôme Coggia.